# Ла Бокета (Модена)
Ла Бокета је насеље у Италији у округу Модена, региону Емилија-Ромања.
Према процени из 2011. у насељу је живело 135 становника. Насеље се налази на надморској висини од 22 м.